# یان زوارتن‌دیک
یان زوارتِن‌دَیک (به هلندی: Jan Zwartendijk) (زاده ۲۹ ژوئیه ۱۸۹۶ در روتردام – درگذشته ۱۴ سپتامبر ۱۹۷۶) یک تاجر و دیپلمات هلندی بود. او به عنوان مدیر کارخانه‌های فیلیپس در لیتوانی و کنسول موقت دولت هلندی در تبعید، بر اعطای ۲۳۴۵ روادید برای کوراسائو برای نجات یهودیان از هولوکاست در طول جنگ جهانی دوم نظارت داشت. در سال ۱۹۹۷، ید وشم او را به عنوان درستکار در میان ملل به رسمیت شناخت.
در سال ۱۹۳۹، او به عنوان مدیر بخش تولید فیلیپس در لیتوانی انتخاب شد.
هنگامی که اتحاد جماهیر شوروی لیتوانی را در سال ۱۹۴۰ تصرف کرد، برخی از هلندیان یهودی‌تبار در لیتوانی به یان زوارتن‌دیک نزدیک شدند تا روادید برای هند شرقی هلند بگیرند. با اجازه مافوق یان زوارتن‌دیک، یعنی ال‌پی‌یی دِ دِکِر که سفیر هلند در لتونی بود، او موافقت کرد که به آنها کمک کند. این خبر منتشر شد و یهودیانی که از لهستان تحت اشغال آلمان گریخته بودند نیز از او کمک خواستند.
سفیر هلند، دِ دکر، از سوی یک متقاضی یهودی ترغیب شده بود که اظهارنامه ای در مورد روادید این متقاضی بنویسد که در آن بیان می‌کرد که ورود به کوراسائو و مناطق وابسته در هند غربی نیازی به ویزا ندارد، در حالی که بخش مربوط به مجوز فرماندار کوراسائو را که لازم است حذف کرد. در این مورد، زوارتندیک نیز از این روش پیروی کرد و در چند روز، با کمک دستیاران، بیش از ۲۰۰۰ روادید برای یهودیان به کوراسائو صادر کرد.
پناهندگان همچنین به سوگیهارا چیئونه، کنسول ژاپن مراجعه کردند، که برخلاف مخالفت دولتش به آنها روادید عبوری از طریق ژاپن داد. این به بسیاری از پناهندگان فرصتی داد تا لیتوانی را از طریق راه‌آهن سراسری سیبری به سمت خاور دور ترک کنند.
در سه هفته پس از ۱۶ ژوئیه ۱۹۴۰، زوارتن‌دیک ۲۳۴۵ روادید برای ورود به کوراسائو نوشت و برخی از یهودیان از آ» رونوشت‌های بیشتری تهیه کردند. بسیاری از کسانی که ا این طریق به آن‌ها کمک شد او را فقط به عنوان «آقای رادیو فیلیپس» می‌شناختند. هنگامی که اتحاد جماهیر شوروی لیتوانی را ضمیمه کرد، دفتر فیلیپس و سفارتخانه‌ها و کنسولگری‌های وی در کاوناس را در ۳ اوت ۱۹۴۰ تعطیل کردند. او به هلند اشغالی بازگشت تا تا زمان بازنشستگی خود در مقر فیلیپس در اَیندهوفن کار کند و در مورد این موضوع صحبتی نکرد. زوارتن‌دیک در سال ۱۹۷۶ در آیندهوون درگذشت.